# Синьял-Убеево
Синья́л-Убе́ево (чув. Çĕньял Упи) — деревня в Красноармейском районе Чувашской Республики.

## География
Находится в северной части Чувашии, на расстоянии приблизительно 3 км на юго-восток по прямой от районного центра села Красноармейское на левом берегу реки Большой Цивиль.

## История
Известна с 1858 года, когда здесь было 210 жителей. В 1906 году было учтено 87 дворов и 353 жителя, в 1926 — 98 дворов и 449 жителей, в 1939—389 жителей, в 1979—236. В 2002 году был 71 двор, в 2010 — 56 домохозяйств. В 1929 был образован колхоз «Рыков», в 2010 году действовали ООО "Агрофирма «Таябинка» и ООО «Бахча». До 2021 года входила в состав Красноармейского сельского поселения до его упразднения.

## Население
Постоянное население составляло 165 человек (чуваши 99 %) в 2002 году, 149 в 2010.